# Lego Minecraft
LEGO Minecraft er en produktlinje produceret af den danske legetøjskoncern LEGO, der er baseret på sandkasse-spillet Minecraft. Det blev introduceret i 2012.

## Modtagelse
Mashable listede den første serie i Lego Minecraft som den mest kreative gave i julesæsonen 2012. Magasinet Forbes skrev i december 2012, at det første sæt i serien var fuldstændigt udsolgt som følge af deres store popularitet.
I 2015 blev The Nether Fortress (sætnummer 21122) nomineret til "DreamToys" i kategorien Build It And They Will Thrive af Toy Retailers Association.
I 2022 blev The Mushroom House (sætnummer 21179) nomineret til "DreamToys" i kategorien Video Game Inspired category af Toy Retailers Association.